# Гришин, Михаил Иванович
Михаил Иванович Гришин (1921 — 13.02.1945) — механик-водитель самоходной установки СУ-85 1-го гвардейского Львовского ордена Богдана Хмельницкого самоходного артиллерийского полка (6-й гвардейский Львовский Краснознамённый механизированный корпус, 4-я танковая армия, 1-й Украинский фронт), гвардии старший сержант, участник Великой Отечественной войны, кавалер ордена Славы трёх степеней.

## Биография
Родился в 1921 году в посёлке Акса-Куль ныне Ютазинского района республики Татарстан в семье рабочего. Русский. Образование начальное. Член КПСС с 1943 года.
В Красной армии с 20 сентября 1940 года. В действующей армии с 26 февраля 1944 года. Воевал на 1-м Украинском фронте. Принимал участие в Проскуровско-Черновицкой, Львовско-Сандомирской, Сандомирско-Силезской и Нижнесилезской наступательных операциях.
В ходе Проскуровско-Черновицкой наступательной операции экипаж М. И. Гришина 17 марта 1944 года выполнял боевую задачу по уничтожению прорвавшихся танков противника северо-восточнее города Скалат ныне Подволочисского района Тернопольской области (Украина). Умело маневрируя на поле боя, повёл машину на сближение с вражескими танками. В бою экипаж уничтожил 2 немецких танка. 18 марта 1944 года самоходчики огнём орудия подбили тяжёлый танк противника и разрушили деревоземляную огневую точку. В бою  был ранен. Командиром полка представлен к награждению орденом Отечественной войны 2-й степени. Приказом командира 6-го гвардейского механизированного корпуса от 10 апреля 1944 года гвардии старший сержант Гришин Михаил Иванович награждён орденом Славы 3-й степени.
В ходе Львовско-Сандомирской наступательной операции обеспечил постоянную готовность самоходной установки к движению. В боях действовал смело и решительно. Благодаря тщательному соблюдению правил эксплуатации его самоходная установка наполовину превысила установленный межремонтный ресурс. При отражении контратаки противника в районе села Дубровка ныне Самборского района Львовской области (Украина) 30 июля 1944 года экипаж уничтожил бронетранспортёр и до 50 немецких солдат. 
8 августа 1944 года на подступах к селу Заршин ныне Санокского повята Подкарпатского воеводства (Польша) орудие самоходки было повреждено огнём противника. Несмотря на это, М. И. Гришин в числе первых ворвался в населённый пункт и гусеницами уничтожил до 20 немецких солдат. В ходе дальнейшего наступления при овладении деревней Сенява (ныне гмина Рыманув Кросненского повята того же воеводства) экипаж М. И. Гришина уничтожил 2 станковых пулемёта с расчётами и до взвода пехоты противника. Командиром полка был представлен к награждению орденом Красной Звезды. Приказом командующего 4-й танковой армией от 1 сентября 1944 года гвардии старший сержант Гришин Михаил Иванович награждён орденом Славы 2-й степени.
В ходе Сандомирско-Силезской наступательной операции его самоходная установка ни разу не вышла из строя, отработав сверх установленного ресурса 192 моточаса. 
С 12 января по 4 февраля 1945 года экипаж принимал участие в овладении городами Кельце, Конське, боях за удержание плацдарма в районе населённого пункта Кёбен (ныне Хобеня, гмина Рудна Любинского повята Нижнесилезского воеводства, Польша). Самоходчики уничтожили 1 танк, 3 бронетранспортёра, 8 автомашин, 6 огневых точек, до 70 немецких солдат. Лично М. И. Гришин взял в плен 6 гитлеровцев.
Указом Президиума Верховного Совета СССР от 10 апреля 1945 года за образцовое выполнение боевых заданий командования на фронте борьбы с немецкими захватчиками и проявленные при этом доблесть и мужество гвардии старший сержант Гришин Михаил Иванович награждён орденом Славы 1-й степени.
К этому времени его не было в живых. Он пропал без вести 13 февраля 1945 года в районе деревни Енсдорф (ныне не существует, территория Любинского повята Нижнесилезского воеводства, Польша).

## Награды
- Орден Славы 1-й степени (23.04.1945)[4][2]
- Орден Славы 2-й степени (1.09.1944)[5][2]
- Орден Славы 3-й степени (10.04.1944)[6][2]

## Память
- Его имя увековечено в Главном Храме Вооружённых сил России, и навсегда запечатлено на мемориале «Дорога памяти»
- Занесён в книгу Памяти Татарстана[7].